# Marc-André Charron
Pour les articles homonymes, voir Charron.
Marc-André Charron est un comédien, auteur, metteur en scène et directeur artistique québécois et canadien, originaire de Rosemère et basé à Moncton depuis 2016.

## Biographie
Spécialisé dans le théâtre physique et l’expérimentation scénique, il est le premier québécois détenteur d’une maîtrise en arts de la scène de la London International School of Performing Arts (LISPA) en Angleterre. Il a aussi étudié à l'École internationale de théâtre Jacques Lecoq, à Paris, et à l’École de mime Omnibus, à Montréal. Son travail est marqué par une approche collective et délinquante de la création, cherchant à bousculer les codes établis et à offrir des expériences marquantes au public.
En 2009, il cofonde Satellite Théâtre, une compagnie basée à Moncton, au Nouveau-Brunswick depuis 2016, dont il assure la direction artistique pendant plus d’une décennie. À travers cette structure, il développe des œuvres hybrides où se croisent le jeu physique, la musique en direct, les arts numériques et une dramaturgie éclatée.

## Carrière artistique
Marc-André Charron est actif dans le milieu théâtral depuis plus de vingt ans. Son travail en tant que metteur en scène, auteur et interprète l’a mené à collaborer avec des artistes de divers horizons, au Canada et à l’international.
Son approche scénique repose sur une fusion des disciplines et une mise en jeu du corps comme outil central de la narration. Ses mises en scène sont souvent marquées par un équilibre entre une précision rigoureuse et un esprit ludique, favorisant des formes de théâtre immersives et accessibles,.
Il est également reconnu pour son engagement envers la formation et la transmission du savoir en théâtre physique, à travers des ateliers et des projets pédagogiques.

## Participations
Marc-André Charron a mis en scène et signé plusieurs spectacles remarqués, dont :
- 2025 -  Hippocame, de Marc-André Charron[13],[14] - Auteur, interprète 
  - Une production de Satellite Théâtre, mise en scène de Caroline Bélisle et Ludger Beaulieu
  - Multiples lectures publiques: Festival Frye
  - Soirées littéraires du Gala des Éloizes, Salons du livres, etc.
- 2024 - Parler mal, de Bianca Richard et Gabriel Robichaud[15] - Producteur
  - Satellite Théâtre, producteurs délégués, en co-production avec le Théâtre à tour de rôle, le Festival TransAmérique et les artistes
- 2023 - Bouée de Céleste Godin[16] - Metteur en scène et directeur de création 
  - Une production de Satellite Théâtre, en collaboration avec le Centre culturel Aberdeen.
- 2022 - Wess wess et autres stress (écriture en collectif)[17]  - Metteur en scène et directeur de création 
  - Une production de Satellite Théâtre, en collaboration avec le Centre culturel Aberdeen.
- 2021 - Pépins, un parcours de petites détresses de Caroline Bélisle[18] - Metteur en scène et directeur de création 
  - Une production de Satellite Théâtre, en collaboration avec la Galerie Sans Nom et le Verger Belliveau Orchard
- 2020 - Le Moncton Studio Vidéo Radio Show - Directeur artistique et animateur 
  - Émission de «théâtre clips» produits en ligne pendant la pandémie.
- 2019 - Les limites du bruit possible / The Limits of Possible Noise[19] - Metteur en scène et directeur de création 
  - Une co-production de Satellite Théâtre, Pupulus Mordicus (Québec), CirqueThéâtre du Bout du Monde (Montréal) et Grafted Cede (Royaume-Unis)[20]
- 2019 - Overlap de Céleste Godin[21]  - Metteur en scène et directeur de création 
  - Une production de Satellite Théâtre, en collaboration avec le Centre culturel Aberdeen.
- 2018 - GOLEM, de Mathieu Girard[22]-  Metteur en scène
  - Une production de Satellite Théâtre, en collaboration avec Tutta Musica
- 2017 - Comme un seul Grum, collectif[23]- Metteur en scène et co-auteur 
  - Une co-production de Satellite Théâtre et du Théâtre populaire d’Acadie.
- 2016 - Les Trois Mousquetaires Plomberie[24] - Auteur et metteur en scène
  - Une co-production de Satellite Théâtre et du Théâtre populaire d’Acadie
  - En tournée au Canada.
  - Gagnant du Prix Éloizes - l’Artiste de l’année en théâtre (2018)[25]
- 2015 - Tréteau(x), collectif[26]- Interprète et co-création avec Mathieu Chouinard et Annik Landry.
  - Une co-production de Satellite Théâtre et du Théâtre populaire d’Acadie
  - Rôle: Roger White
- 2014 PAPAs, de Martin Vaillancourt, Frédéric Gosselin et Marc-André Charron[27]- Co-création, mise en scène et interprétation
  - Spectacle en appartement
- 2014 - Nous sommes mille en équilibre fragile, de Francis Monty[28] - Interprétation
  - Une production de Dynamo Théâtre
  - Mise en scène de Robert Dion
  - Rôle: Marcant.
- 2013 - «T» Création éphémère hors-les-murs - Mise en scène et interprétation 
  - Une production de Satellite Théâtre, en collaboration avec la Place des Arts et le Quartier des Spectacles de Montréal.
  - Invitation prestigieuse au Festival Cultural de Mayo, à Guadalajara MX, 2014[29].
- 2012 - Bouffe, de Mathieu Chouinard et Marc-André Charron[30] - Co-création et interprétation
  - Une co-production de Théâtre populaire d’Acadie, Satellite Théâtre et Houppz Théâtre.
  - Mise en scène - Daniel Collados
  - Gagnant du Prix Éloizes - Spectacle de l’année[31]
  - Gagnant du Prix Acadie-Rideau (2014)
- 2010 - Aurel aux quatre vents, de Mélanie Léger et Mathieu Chouinard[32]- Co-création et interprétation
  - Une production du Théâtre populaire d’Acadie, en collaboration avec les interprètes.
  - Rôle: Aurel
- 2009 - Mouving, collectif[33]-  Interprétation et co-création avec  Mathieu Chouinard, Isabelle Roy et Claude Fournier
  - Une co-production de Satellite Théâtre et Houppz Théatre
  - Gagnant du Prix Éloizes - Spectacle de l’année - 2012[34]
- 2009 - L’Envol de l’Ange, de Kim Selody et Jackie Gosselin[35] - Interprétation
  - Une production de Dynamo Théâtre, en coproduction avec le Yong People’s Theatre de Toronto
  - Rôle: Gabriel

Son travail a été présenté à travers le Canada et à l’international, recevant un accueil critique favorable pour son audace formelle et son engagement envers une dramaturgie physique et visuelle.

## Distinctions
- Top 20 sous 40 du Grand Moncton 2020[36] de Hub City Young Professionals et de la Chambre de commerce du Grand Moncton
- Gagnant Prix Éloizes - Artiste de l’année en théâtre (2018) pour Les Trois Mousquetaires Plomberie[25]
- Gagnant du Prix Acadie-Rideau (2014) pour Bouffe
- Gagnant du Prix Éloizes  - Spectacle de l’année (2014) pour Bouffe[31]
- Gagnant du Prix Éloizes - Spectacle de l’année (2012) pour Mouving[34]